# Усреднение (технология)
Усредне́ние — совокупность технологических операций смешивания, направленных на снижение колебаний химического, гранулометрического состава и других качественных показателей сыпучего материала в объёме.

## Применение
В горном деле, обогащении полезных ископаемых и металлургии усреднение является распространённой технологической операцией, преследующей цель выравнивания химического и гранулометрического состава полезных ископаемых, концентратов и других сыпучих материалов и полуфабрикатов на разных стадиях добычи и переработки. Основными предпосылками к усреднению качества добываемой руды является значительное снижение производительности плавильных печей, работающих на неусреднённом сырье, а также снижение степени извлечения ценных компонентов в процессе переработки. Так, например, колебания содержания железа в шихте доменной печи вызывают тепловой дисбаланс и нарушения нормального хода плавки. Чтобы не допускать этого, доменщики зачастую вынуждены вести плавку с резервом тепла, перерасходуя кокс.

## Техническая реализация
Как правило, усреднение полезных ископаемых и шихтовых материалов проводят в объёмных штабелях вместимостью в несколько сотен тысяч тонн. Штабель формируется путём укладки относительно тонких горизонтальных слоёв материала, а забор производится с торца штабеля по всей его высоте, захватывая таким образом все уложенные слои. Укладка производится в основном саморазгружающимися тележками или штабелеукладчиками, забор материала — роторными экскаваторами или комбайнами. При этом достигается выравнивание химического состава каждой порции. Усреднительные склады имеют несколько штабелей, часть из которых находится в стадии формирования, другая часть расходуется.
Практика показывает, что бо́льшая эффективность усреднения достигается в крупных складах и штабелях. Известно, на складах ёмкостью 70—100 тыс. т удаётся достичь снижения колебаний железа в руде с ±3 до ±1 %.
В процессе добычи руды усреднение её качества также производится путём планирования горных работ и оперативного управления последовательностью подачи порций руды известного качества на дробильно-обогатительную фабрику.

## Качество усреднения
Основным показателем эффективности усреднения является коэффициент усреднения материала, рассчитываемый по формуле:
{\displaystyle K={\frac {\sigma _{1}-\sigma _{2}}{\sigma _{1}}}}, где {\displaystyle \sigma _{1}} и {\displaystyle \sigma _{2}} — среднеквадратические отклонения показателя качества материала до и после усреднения соответственно.